# Římskokatolická farnost Hroznová Lhota
Římskokatolická farnost Hroznová Lhota je územní společenství římských katolíků s farním kostelem svatého Jana Křtitele v děkanátu Veselí nad Moravou. 

## Historie farnosti
Od počátku své existence patřila Hroznová Lhota pod veselskou farnost. Kostel sv. Jana Křtitele byl postaven v roce 1654. V roce 1751 byla ve Lhotě zřízena lokální kurácie. V jejím čele stál lokální kaplan (prvním se stal Jan Daněk). Založit ve Lhotě farnost se podařilo až v roce 1844, prvním farářem se stal Ignác Navrátil. Od roku 1981 spravovali hroznolhotskou farnost salesiáni. Od července 2019 se stal farářem opět diecézní kněz.

## Duchovní správci
- 1844–1846 - Ignác Navrátil
- 1847–1886 - Josef Fiala
- 1886–1893 - Martin Vašek
- 1893–1900 - Anton Cigánek
- 1900–1903 - Josef Karhánek
- 1903–1907 - Karel Navrátil
- 1907–1914 - Antonín Podhradský
- 1914–1924 - Josef Vítek
- 1925–1930 - Ludvík Ledvina
- 1931–1943 - Martin Bogár
- 1945–1951 - Antonín Hanáček
- 1951–1981 - Antonín Masopust
- 1981–1993 - Emil Matušů, SDB
- 1993–1994 - Ladislav Kozubík, SDB
- 1994–1996 - Miroslav Dibelka, SDB
- 1996–1998 - Pavel Krejčí, SDB
- 1998-2019 - P. Mgr. Jan Žaluda, SDB
- od 2019 R. D. Mgr. Marek Výleta

## Bohoslužby
| Kostel                | Místo          | Bohoslužba (den)                                 | Hodina                                                       | Poznámka     |
| --------------------- | -------------- | ------------------------------------------------ | ------------------------------------------------------------ | ------------ |
| svatého Jana Křtitele | Hroznová Lhota | neděle pondělí úterý středa čtvrtek pátek sobota | 7.30, 10.00 18.15 7.00 18.15 18.15 (pro rodiče s dětmi) 7.00 | farní kostel |

## Aktivity ve farnosti
Ve farnosti se pravidelně koná tříkrálová sbírka. V roce 2017 se při ní vybralo ve Hroznové Lhotě 37 627 korun, v Kozojídkách 20 823 korun, v Tasově 14 139 korun, v Žeravinách 8 298 korun.
Na Vánoce farnost pořádá živý betlém, před začátkem doby postní pak farní ples.